# SVP Enfants !
Pour plus de détails, voir Fiche technique et Distribution.
SVP Enfants ! (Help Wanted: Kids) est un téléfilm américain réalisé par David Greenwalt, et diffusé dans The Disney Sunday Movie le 2 février 1986 sur ABC. Il a été adapté en sitcom sous le titre Une vraie petite famille en 1989 pour The Disney Channel.
En France, le téléfilm a été diffusé en deux parties dans Disney Parade les 17 juin 1990 et 24 juin 1990 sur TF1. Rediffusion dans Disney Parade les 3 janvier 1993 et 10 janvier 1993 sur TF1.

## Synopsis
Après avoir perdu leurs emplois à New York, Tom et Lisa Burke viennent s'installer à Red Rock dans le Nevada, Tom venant d'être embauché dans une entreprise de vêtements pour enfants. Jack Crawford, le nouvel employeur de Tom, considère qu'être père de famille, est la condition sine qua non pour travailler dans son entreprise. Mais les Burke n'ont pas d'enfants. Le couple décide alors de louer les services de deux orphelins vauriens qui trainaient sur la route.

## Distribution
- Cindy Williams: Lisa Burke
- Bill Hudson: Tom Burke
- Chad Allen: Coop
- Hillary Wolf: Mickey
- John Dehner: Cyrus
- Joel Brooks: Lee
- Miriam Flynn ... Helen
- Billie Bird: Bea
- Carol Morley: Matty
- Ebbe Roe Smith: Jesse
- Cecily Thompson: Missy
- Joseph Chapman: Kaiser
- Kenneth Kimmins: Principal
- Hap Lawrence: Western Union Man
- Toni Attell: Welfare Worker
- Arlene Banas: Lady with Clipboard
- Bever-Leigh Banfield: Berri